# Trevor Sinclair
Trevor Lloyd Sinclair est un footballeur anglais né le 2 mars 1973 à Dulwich. Il évoluait au poste de milieu offensif.

## Carrière
- 1990 - 1993 : Blackpool  Angleterre
- 1993 - 1998 : Queens Park Rangers  Angleterre
- 1998 - 2003 : West Ham  Angleterre
- 2003 - 2007 : Manchester City  Angleterre
- 2007 - 2008 : Cardiff City  Pays de Galles[1]

En janvier 1998, il est transféré de QPR à West Ham United en échange conjointement de Keith Rowland et Iain Dowie.

## Palmarès
- 12 sélections et 0 but avec l'équipe d'Angleterre entre 2001 et 2003
- Vainqueur de la Coupe Intertoto en 1999 avec West Ham
- Finaliste de la Coupe d'Angleterre (FA Cup) en 2008 avec Cardiff City